# Сейр (Пенсільванія)
Сейр (англ. Sayre) — місто (англ. borough) в США, в окрузі Бредфорд штату Пенсільванія. Населення — 5461 особа (2020).

## Географія
Сейр розташований за координатами 41°59′9″ пн. ш. 76°31′13″ зх. д. / 41.98583° пн. ш. 76.52028° зх. д. (41.985801, -76.520374).  За даними Бюро перепису населення США в 2010 році місто мало площу 5,27 км², з яких 5,24 км² — суходіл та 0,04 км² — водойми.

## Демографія
Згідно з переписом 2010 року, у селищі мешкало 5587 осіб у 2479 домогосподарствах у складі 1394 родин. Густота населення становила 1060 осіб/км².  Було 2693 помешкання (511/км²).
Расовий склад населення:
| - 96,0 % — білих - 1,7 % — азіатів - 0,8 % — чорних або афроамериканців - 0,3 % — корінних американців |

До двох чи більше рас належало 1,0 %. Частка іспаномовних становила 1,1 % від усіх жителів.
За віковим діапазоном населення розподілялося таким чином: 22,8 % — особи молодші 18 років, 60,1 % — особи у віці 18—64 років, 17,1 % — особи у віці 65 років та старші. Медіана віку мешканця становила 40,7 року. На 100 осіб жіночої статі у селищі припадало 88,4 чоловіків;  на 100 жінок у віці від 18 років та старших — 84,7 чоловіків також старших 18 років.
Середній дохід на одне домашнє господарство  становив 53 136 доларів США (медіана — 34 076), а середній дохід на одну сім'ю — 71 906 доларів (медіана — 57 212). Медіана доходів становила 47 791 долар для чоловіків та 27 967 доларів для жінок. За межею бідності перебувало 10,7 % осіб, у тому числі 16,2 % дітей у віці до 18 років та 2,7 % осіб у віці 65 років та старших.
Цивільне працевлаштоване населення становило 2583 особи. Основні галузі зайнятості: освіта, охорона здоров'я та соціальна допомога — 35,5 %, виробництво — 15,4 %, роздрібна торгівля — 12,2 %.